# Baris in Pisidia
Baris in Pisidia (łac. Diœcesis Barenus in Pisidia) – stolica historycznej diecezji w Cesarstwie Rzymskim (prowincja Pizydia), współcześnie w Turcji. Pierwszym wzmiankowanym biskupem był Herakliusz (IV w.). Od 1933 katolicka diecezja tytularna, wakująca od 1967.

## Biskupi tytularni
| Lp. | Biskup                          | Od               | Do               |
| --- | ------------------------------- | ---------------- | ---------------- |
| 1   | Alfred Leverman                 | 24 kwietnia 1948 | 27 lipca 1953    |
| 2   | José de Almeida Batista Pereira | 22 grudnia 1953  | 7 listopada 1955 |
| 3   | António Cardoso Cunha           | 9 marca 1956     | 10 stycznia 1967 |